# Ржевская, Елена Александровна
Елена Александровна Ржевская (род. 12 декабря 1971 года, Куйбышев, РСФСР, СССР) — российский художник и искусствовед, член-корреспондент Российской академии художеств (2016).

## Биография
Родилась 12 декабря 1971 года в Куйбышеве (сейчас — Самара).
В 2004 году — с отличием окончила факультет теории и истории изобразительного искусства Санкт-Петербургского государственного академического института живописи, скульптуры и архитектуры имени И. Е. Репина.
В 2011 году — защитила диссертацию, тема: «Графика К. А. Сомова в контексте европейского и русского модерна» (научный руководитель, академик РАХ В. А. Леняшин).
В 2016 году — избрана членом-корреспондентом, в 2021 году — академиком Российской академии художеств от Отделения искусствознания и художественной критики.

## Научная и организационная деятельность
Учёный секретарь Научно-организационного управления по координации программ фундаментальных научных исследований и инновационных проектов РАХ.
Основные публикации в научных сборниках и журналах: «Человек», «Академия», «Мир музея», «Собрание», «Этнодиалоги», «Вестник МГХПА им. С. Г. Строганова», «Moscow today and tomorrow», «Культура и время», «Смена», «Наш изограф», «Юный художник», «Родина», «Эхо планеты», «Антик. инфо», «Галерея», «Лица», «Столичный стиль», «ДИ», «Самоуправление», «Искусство для всех», «Красота».
Постоянно участвует в работе научных конференций, симпозиумов, круглых столов в России и за рубежом.
Куратор выставок произведений живописи, графики и архитектуры В. Н. Ржевского, академика Российской академии художеств, заслуженного архитектора РФ.
Произведения представлены в художественных музеях, также частных коллекциях России и за рубежом.

### Членство в общественных организациях
С 1996 года — член Творческого союза художников России.
С 2006 года — член Московского союза художников России.
С 2010 года — член-корреспондент Международной академии культуры и искусства.
С 2018 года — член консультативного Совета Института имени Рапояна Хагхигхата.
С 2020 года — действительный член Петровской академии наук и искусств, член-корреспондент Международной академии творчества.

### Основные монографии и альбомы по искусству
- «Зураб Церетели» (2010 г.);
- «Ирина Семенова. Графика» (2015 г.);
- «Павел Тимофеев» (2006 г.);
- «Рудольф Баранов» (2006 г.);
- «Станислав Федоров. (40 лет творческой деятельности» (2007 г.);
- «Ревель Федоров: История. Современность. Стилевые принципы творчества» (2011 г.);
- «Викентий Лукиянов» (2011 г.);
- "Валерий Ржевский (архитектура, живопись, графика) (2011 г.);
- «Екатерина Кондрашина» (2013 г.);
- «Сергей Пичахчи» (2016 г.);
- «Изобразительное искусство Чувашской Республики» (2017 г.) (рецензент).